# Partido Comunista Português
De Portugese Communistische Partij (Portugees: Partido Comunista Português, PCP) is een communistische partij in Portugal. De partij is opgericht in 1921 en speelde een belangrijke rol als clandestiene partij in het verzet tijdens het Salazar-regime en gedurende de Anjerrevolutie. De partij geeft ook een weekblad uit genaamd Avante! (Voorwaarts!) en organiseert jaarlijks in september een groot cultureel festival vlak bij Lissabon genaamd Festa do Avante. De jongerenbeweging van de PCP is de Juventude Comunista Português.
Vanaf de Anjerrevolutie in 1974 maakte de partij samen met de Movimento Democrático Português (Portugese Democratische Beweging) deel uit van de politieke alliantie Aliança Povo Unido (APU), die tijdens de jaren zeventig en de eerste helft van de jaren tachtig ruim 40 zetels bezette in het parlement. Deze alliantie werd in 1987 ontbonden, waarna de PCP verder ging in een alliantie genaamd CDU (Unitaire Democratische Coalitie). Hierin is de partij sindsdien samen met andere progressieve partijen (de Groenen, Democratische Interventie) vertegenwoordigd. Sinds 1991 behaalde de CDU bij iedere parlementsverkiezingen tussen de 12 en de 17 zetels. Maar het electoraat vergrijst, en de stembusresultaten lopen terug. Bij de lokale verkiezingen van 26 september 2021 behaalde de PCP een historisch slecht resultaat met 8% van de stemmen.
Sinds 1976 is de PCP organisator van het jaarlijkse driedaagse festival Festa do Avante!